# Bashkia e Korçës
Bashkia e Korçës är en kommun i Albanien.   Den ligger i prefekturen Qarku i Korçës, i den sydöstra delen av landet, 110 kilometer sydost om huvudstaden Tirana.
Omgivningarna runt Bashkia e Korçës är en mosaik av jordbruksmark och naturlig växtlighet.  Runt Bashkia e Korçës är det ganska tätbefolkat, med 80 invånare per kvadratkilometer.